# Fritz Leiber
Fritz Reuter Leiber Junior (Chicago, 24 de Dezembro de 1910 — San Francisco, 5 de Setembro de 1992) foi um escritor de fantástico, ficção científica  Suspense e horror estadunidense.

### Romances
- Conjure Wife (apareceu originalmente na revista Unknown, 1943)
- Gather, Darkness! (apareceu originalmente na revista Astounding, 1943)
- The Sinful Ones (1953), também publicado como You Are All Alone (1972)
- The Green Millennium (1953)
- Destiny Times Three (1957)
- The Big Time (expandido de uma versão publicada na revista Galaxy e que lhe valeu um Hugo, 1961)
- The Silver Eggheads (1961; publicado numa forma mais curta na Magazine of Fantasy and Science Fiction em 1959)
- The Wanderer (1964)
- Tarzan and the Valley of the Gold (1966)
- A Specter is Haunting Texas (1969)
- Our Lady of Darkness (1977)
- The Dealings of Daniel Kesserich (1997) — Novela Lovecraftiana escrita em 1936 e que esteve perdida durante décadas.

### Livros de contos
- Variados:
  - Night's Black Agents (1947)
  - The Mind Spider (1961)
  - Shadows with Eyes (1962)
  - A Pail of Air (1964)
  - Ships to the Stars (1964)
  - The Night of the Wolf (1966)
  - The Secret Songs (1968)
  - Night Monsters (1969)
  - The Best of Fritz Leiber (1974)
  - The Book of Fritz Leiber (1974)
  - The Second Book of Fritz Leiber (1975)
  - The Worlds of Fritz Leiber (1976)
  - Heroes and Horrors (1978)
  - Ship of Shadows (1979)
  - Ervool (1980)
  - Changewar (1983)
  - In the Beggining (1983)
  - The Ghost Light (1984)
  - The Leiber Chronicles (1990)
  - Gummitch & Friends (1992)
  - Kreativity for Kats (1992)
- Sobre Lankhmar:
  - Two Sought Adventure (1957)
  - The Swords of Lankhmar (1968)
  - Swords Against Wizardry (1968)
  - Swords in the Mist (1968)
  - Swords Against Death (1970)
  - Swords and Deviltry (1970)
  - Rime Isle (1977)
  - Swords and Ice Magic (1977)
  - Bazaar of the Bizarre (1978)
  - The Knight and Knave of Swords (1988)
  - The Three of Swords (1989)
  - Swords' Masters (1989)
  - Ill Met in Lankhmar (1995)
  - Lean Times in Lankhmar (1996)
  - Return to Lankhmar (1997)
  - Farewell to Lankhmar (1998)

## Poesia
- Demons of the Upper Air (1969)
- Sonnets to Jonquil and All

## Teatro
- Quicks around the Zodiac - a farse